# Kosmos 869
Kosmos 869 byl bezpilotní test vojenské lodi Sojuz 7K-S.Víceméně úspěšná mise.

## Parametry mise
- Kosmická loď:Sojuz 7K-S
- Hmotnost:6800 kg
- Posádka:žádná
- Vypuštěn:29. listopadu 1976
- Přistál:17. prosince 1976 10:31 GMT
- Perigeum:209 km
- Apogeum:289 km
- Sklon:51,7°
- Doba letu:17,99 dní

## Soupis manévrů
- 196 km x 290 km oběžnou dráhou až 187 km x 335 km na oběžné dráze. Delta V: 15 m/s Delta V:15 m / s
- 187 km x 335 km oběžnou dráhu až 259 km x 335 km na oběžné dráze. Delta V: 21 m/s Delta V:21 m / s
- 259 km x 335 km oběžnou dráhu až 260 km x 345 km na oběžné dráze. Delta V: 2 m/s Delta V:2 m / s
- 260 km x 345 km oběžnou dráhu až 265 km x 368 km na oběžné dráze. Delta V: 7 m/s Delta V:7 m / s
- 265 km x 368 km oběžnou dráhu až 267 km x 391 km na oběžné dráze. Delta V: 6 m/s Delta V:6 m / s
- 267 km x 391 km oběžnou dráhu až 300 km x 310 km na oběžné dráze. Delta V: 32 m/s Delta V:32 m / s

Celkem-Delta V:83 m / s